# Cantone di Ruffieux
Il Cantone di Ruffieux era una divisione amministrativa dell'arrondissement di Chambéry.
È stato soppresso a seguito della riforma complessiva dei cantoni del 2014, che è entrata in vigore con le elezioni dipartimentali del 2015.
Comprendeva i comuni di:
- Chanaz
- Chindrieux
- Conjux
- Motz
- Ruffieux
- Saint-Pierre-de-Curtille
- Serrières-en-Chautagne
- Vions